# Citat
Et citat er en gentagelse af en sagt eller skrevet udtalelse. Den kan være fra et interview, en bog, en tale, en film osv.
Selv om et værk er beskyttet af ophavsret, kan det være tilladt at citere fra det. I den danske ophavsretslov står i paragraf 22:
| Citat | Af et offentliggjort værk er det tilladt at citere i overensstemmelse med god skik og i det omfang, som betinges af formålet. | Citat |
|       | |       |

Denne sætning fra den danske ophavsretslov er et citat, og det står i citationstegn.
Mennesker huskes for det, de har sagt eller skrevet – ofte i form af citater. Udtryk, som ofte citeres og lever på folkemunde, kaldtes bevingede ord allerede hos Homer, både i Iliaden og Odysseen. Almindeligt kendt blev udtrykket dog først, da tyskeren Georg Büchmann i 1864 udgav sin samling af Geflügelte Worte, som indeholdt kendte litterære citater, slagord, ordsprog, guldkorn og fyndord,  aforismer, osv. Navnet henspiller ikke på Pegasus' vinger, men at udtrykket har fløjet fra mund til mund  - ligesom ordet "mundheld" viser til, at formuleringen er heldig.  Ovid forklarede "bevingede ord" sådan: "At der findes ord, der flyver fra den menneskelige læbe, som en fugl, der siden huskes for sin præcise formulering." 
Det er ikke altid, at citater overlever i den oprindelige form. Fx forbindes "Play it again, Sam" med filmen Casablanca, selv om det ikke blev sagt i den form. Der kan også komme et gensvar. Ibsen citeres for sit: "Stærkest er den, som står helt alene." Storm P. tilføjede: "Forudsat, at han er ædru."  - og huskes for det.
Håndbogen Bevingede Ord indeholder citater i deres oprindelige form. (Forfatteren hed til overmål Vogel-Jørgensen (1891-1972).)
Wikimedia har sin egen citatsamling; Wikiquote. For at besøge det danske Wikiquote, klik her